# Pazuchino (obwód wołogodzki)
Pazuchino (ros. Пазухино) – wieś w Rosji, w rejonie mieżdurieczeńskim obwodu wołogodzkiego. W 2010 r. liczyła 2 mieszkańców.